# Suarón
Der Suarón ist ein Fluss in Spanien, der durch die autonomen Regionen Galicien und Asturien fließt. 

## Geografie

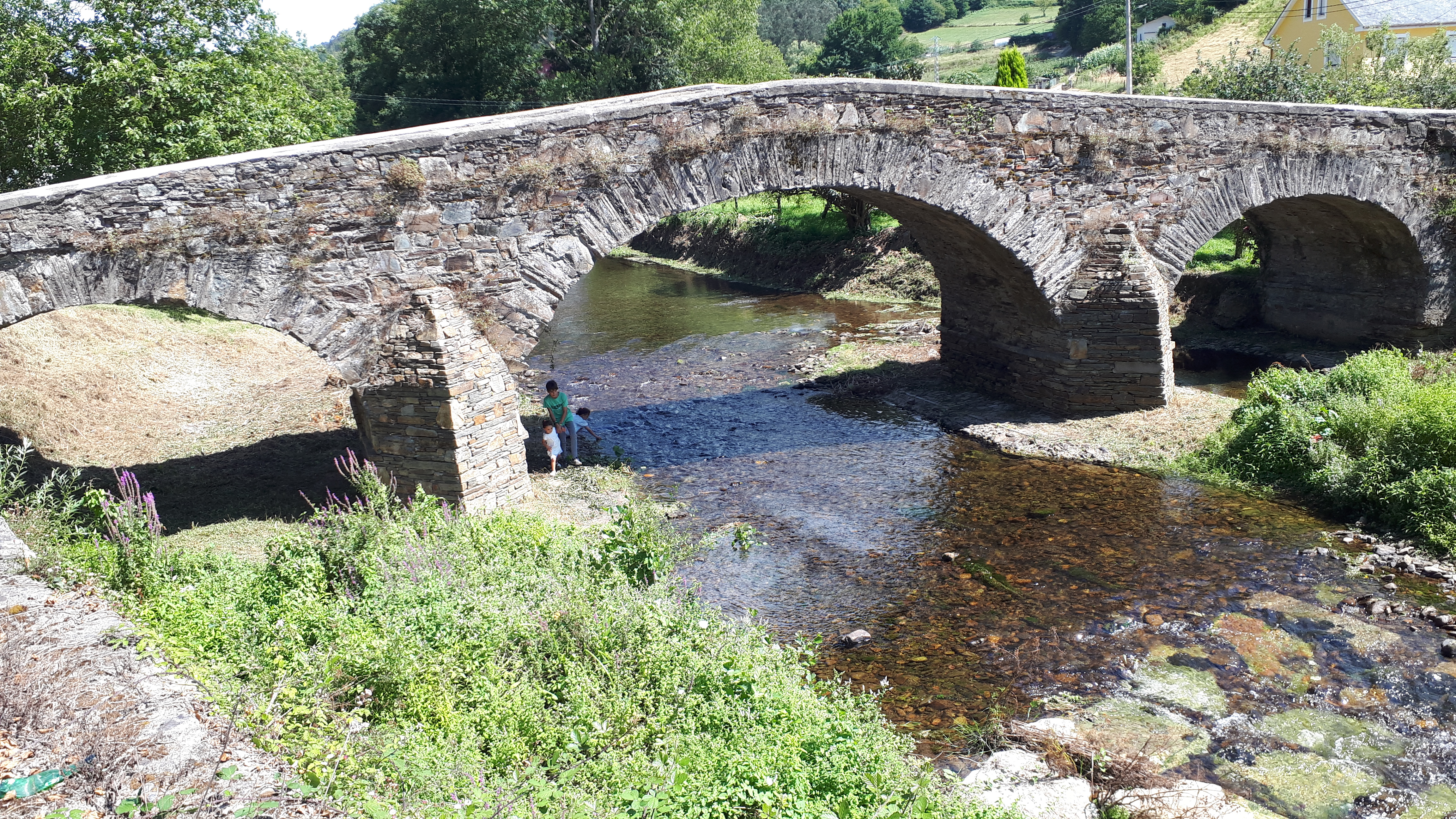
Piantón.

Der Suarón entsteht in der Sierra de la Bobia, zwischen den Gemeinden Vegadeo und Villanueva de Oscos durch den Zusammenfluss mehrerer kleinerer Flüsse. Er mündet in den Rio Eo direkt in die Ría del Eo bei Vegadeo und somit in die Kantabrische See.

### Nebenflüsse
- Río Lormes
- Río Xemarán
- Río Monxardín
- Río d´Eirelo
- Rio Montouto

### Flora und Fauna
Der Fluss ist bei den Sportfischern bekannt für seine reichen Vorkommen von Lachsen und Forellen sowie anderen begehrten Edelfischen.
Im Mündungsgebiet des Río Suarón befindet sich der Naturpark Reserva Natural Parcial de la Ría del Eo.     
Seegraswiesen und große Formationen von Binsen und Ried sind hier zu finden, welche einer Vielzahl von Watvögeln, Entenvögel und Möwen eine Heimat aber auch ein Winterquartier geben.

### Orte am Río Suarón
- Clavelinas 43° 27′ 39″ N, 7° 1′ 55″ W
- Vega de los Molinos 43° 27′ 31″ N, 7° 1′ 3″ W
- Armeirin 23 Einwohner (2006) 43° 27′ 30″ N, 7° 0′ 37″ W
- Samagan 33 Einwohner (2006) 43° 27′ 15″ N, 7° 0′ 18″ W
- Couso 9 Einwohner (2006) 43° 27′ 7″ N, 6° 59′ 54″ W
- Herreria de Moredo 43° 25′ 37″ N, 7° 0′ 2″ W

(Quelle: INE)